# Peter Wilhelm Höffkes
Peter Wilhelm Höffkes (* 9. April 1927 in Duisburg; † 28. August 2005) war ein deutscher Politiker der CSU. 
Höffkes war von Beruf Jurist. Er war von 1976 bis 1990 Mitglied des Deutschen Bundestages. 1976 und 1980 zog Höffkes über die Landesliste der CSU in den Bundestag ein. 1983 und 1987 war er direkt gewählter Abgeordneter im Wahlkreis Nürnberg-Süd.